# Ерни Крустен
Ерни Крустен (на естонски: Erni Krusten, роден Ernst Krustein) е естонски писател – белетрист, поет и драматург.

## Биография
Роден е на 30 април 1900 г. в Мурасте, община Харку, в семейството на градинари. Самият той е работил като градинар.
През 1920 г. започва да пише и публикува първата си книга през 1927 г.
Почива на 16 юни 1984 в Талин.

### Романи
- Mineviku jahil (1929)
- "Org Mägedi armastus" (1939)
- Pekside raamat (1946)
- Nagu piisake meres (1962)

### Сборници с кратки разкази
- Kanarbik (1972)
- Pime armastus (1941)
- Rahu nimel (1951)
- Piitsa matused (1957)
- "Õnnetu armastus" (1957)
- Kevadet otsimas (1960)
- Viis lugu (1968)
- "Rõõmunäljane" (1973)
- Vurriluu (1980)
- "Hull pääsuke" (1981)
- Metalliotsija (1984)

### Поезия
- "Peegel tänaval" (1978)

### Повести
- "Vana võrukael" (1966)
- "Väga halb hinne" (1967)
- Okupatsioon (1969)